# HH 211-mm
HH 211-mm – młoda gwiazda znajdująca się w gromadzie IC 348 położonej ok. 1000 lat świetlnych od Ziemi w gwiazdozbiorze Perseusza.
Szybko wirująca HH 211-mm otoczona jest chmurą pyłową. W 2008 w dżetach gwiazdy wydobywających się z chmury pyłowej odkryto molekuły OH.